# AZS Uniwersytet Jagielloński (piłka nożna kobiet)
AZS UJ Kraków – sekcja piłki nożnej kobiet uczelnianego klubu sportowego AZS Uniwersytet Jagielloński. Drużyna powstała w 2010 roku, w roku 2012 po raz pierwszy awansowała do Ekstraligi.
Sekcja powstała w 2010 roku w ramach współpracy AZS-u Uniwersytet Jagielloński i Bronowianki Kraków. Bronowianka posiadała już drużynę piłki nożnej kobiet, w sezonie 2010/2011 zespół ten przystąpił do rozgrywek pod nazwą Bronowianka AZS UJ Kraków, a rok później już jako AZS Uniwersytet Jagielloński (AZS przejął wówczas całość spraw związanych z funkcjonowaniem drużyny). W 2012 roku drużyna po raz pierwszy awansowała do Ekstraligi, ale w swym debiutanckim sezonie zespół nie zdołał utrzymać się w elicie. Po raz drugi klub awansował do Ekstraligi w 2016 roku. Od początku sezonu 2019/2020 zespół regularnie rozgrywa swoje spotkania na nowo wyremontowanym stadionie im. Władysława Kawuli, na którym grywał już także wcześniej; innymi obiektami wykorzystywanymi przez AZS UJ Kraków były stadiony Hutnika Kraków oraz Orła Piaski Wielkie.